# Parornix asiatica
Parornix asiatica är en fjärilsart som beskrevs av Remigijus Noreika 1991. Parornix asiatica ingår i släktet Parornix och familjen styltmalar.
Artens utbredningsområde är Turkmenistan. Inga underarter finns listade i Catalogue of Life.